# Upanishad
Les Upanishad ou Upaniṣad (IAST : Upaniṣad, devanāgarī : उपनिषद्, du sanskrit upa, déplacement physique, ni, mouvement vers le bas et shad, s'asseoir, soit l'idée de « venir s'asseoir respectueusement au pied du maître pour écouter son enseignement ») sont un ensemble de textes philosophiques qui forment la base théorique de la religion hindoue. Elles constituent une partie des textes en Inde liés à la śruti (connaissance révélée) et consistent en des spéculations philosophiques qui éclairent le texte auquel elles se réfèrent, chacune se réclamant d'une partie du Veda. Par exemple, la Kauṣītaki fait partie du cycle du Rig-Veda.
La Muktikā dénombre 108 Upaniṣad dont dix Upaniṣad majeures (Mukhya Upaniṣad) associées au Veda : la Kena, la Kaṭha, la Chāndogya, la Muṇḍaka, l'Īśa, la Praśna, la Kauṣītaki, la Śvetāśvatara, la Taittirīya et l'Aitreya Upaniṣad. Ces Upaniṣad constituent la conclusion du Veda et représentent le cœur du Vedānta dans la tradition hindoue.
Les Upaniṣad majeures sont aussi les plus anciennes. Elles ont été composées entre 800 et 500 avant notre ère. 
En Inde moghole, les Upaniṣad ont fait l'objet de traductions en persan par le prince musulman Mohammad Dara Shikoh (1615-1659), fils aîné de l'empereur Shah Jahan.
Historiquement, c'est par les Upaniṣad que l'Europe a découvert l'hindouisme, au début du XIXe siècle.

## Origines
On pense que les Upaniṣad ont été produites au centre géographique du brāhmanisme ancien. Ceci inclut les régions du royaume de Kuru-Panchala et Kosala-Videha.

## Les Upaniṣad dans le contexte de la littérature védique
Le Veda est composé de quatre veda (Rig-Veda, Yajur-Veda blanc et noir, Sama-Veda et Atharva-Veda) et leurs rattachements. Ces quatre veda et leurs rattachements sont appelés par ordre de succession : Saṃhitā, Brāhmaṇa, Āraṇyaka et Upaniṣad. Les Saṃhitā sont les quatre recueils formant les quatre veda. Les Brāhmaṇa sont des spéculations des Brahmanes sur le Brahman qui contiennent des prescriptions (vidhi) et des explications (arthavāda). Les Āraṇyaka sont des textes secrets et mystiques. La partie upanishadique composée des upaniṣad majeures (qui sont considérées comme sacrées et font donc partie aussi de la Śruti) constitue la conclusion du Veda, le « Vedānta au sens ancien du terme ». Le tableau ci-dessous montre schématiquement la place des upaniṣad majeures dans le Veda. 
| Veda             | Saṃhitā                            | Brāhmaṇa                           | Āraṇyaka                     | Upaniṣad                                   |
| ---------------- | ---------------------------------- | ---------------------------------- | ---------------------------- | ------------------------------------------ |
| Rig-Veda         | Rig-Veda Samhita                   | Aitareya Kaushitaki                | Aitareya Kaushitaki          | Aitareya Kaushitaki                        |
| Yajur-Veda blanc | Shukla (blanc) Yajur-Veda Samhita  | Shatpatha                          | Brihadaranyaka               | Brihadaranyaka Isha                        |
| Yajur-Veda noir  | Krishna (noir) Yaujur-Veda Samhita | Taittiriya                         | Taittiriya                   | Taittiriya Katha Maitrayani Shvetashvatara |
| Sama-Veda        | Sam-Veda Samhita                   | Pamchavimsha Shadavimsha Jaiminiya | Jaiminiya Upanishad Brahmana | Chhandogya Kena                            |
| Atharva-Veda     | Atharva-Veda Samhita               | Gopatha                            | -                            | Munduka Mandukya Prashna                   |

Ce tableau ne présente que les upaniṣad majeures associées aux quatre veda. Cependant, la Muktika Upaniṣad énumère d'autres upaniṣad qui s'ajoutent à celles-ci. Au total, nous trouvons la répartition suivante (upaniṣad majeures et mineures comprises) :
- Rig-Veda (Ṛgveda) : 10 upaniṣad ;
- Yajur-Veda blanc (Yajurveda): 19 upaniṣad :
- Yajur-Veda noir : 32 upaniṣad ;
- Sama-Veda (Sāmaveda) : 16 upaniṣad ;
- Atharva-Veda (Atharvaveda) : 31 upaniṣad.

## Classement des Upaniṣad

### Upaniṣad majeures
Le canon de la Muktikā, qui comprend 108 upaniṣad, distingue 10 upaniṣad majeures et 98 upaniṣad mineures (dont deux sont considérées comme principales). Ces dix upaniṣad, dont la liste est donnée ci-dessous, sont parmi les plus anciennes et ont été composées entre 800 et 500 av. J.-C.
1. Isha Upanishad
2. Kena Upanishad
3. Katha Upanishad
4. Prashna Upanishad
5. Mundaka Upanishad
6. Mandukya Upanishad
7. Taittiriya Upanishad (600 à 500 av. J.-C.)
8. Aitareya Upanishad (700 à 500 av. J.-C.)
9. Chandogya Upanishad (500 av. J.-C.)
10. Brihadaranyaka Upanishad (800 à 700 av. J.-C.)

À cette liste, il faut ajouter traditionnellement deux upaniṣad considérées comme principales et qui sont :
1. Shvetashvatara Upanishad (-400 à -200)
2. Kaushitaki Upanishad

### Upaniṣad mineures
Le canon « Muktikā » recense 98 upaniṣad mineures (en fait 96 d'où la répartition ci-dessous) composées entre -200 et +1300. Celles-ci sont traditionnellement réparties en six groupes comme suit :
- 23 Samanayayuvedanta Upaniṣad (Upaniṣad générales) où la réalité suprême est nommée Brahman ;
- 20 Yoga Upaniṣad (Upaniṣad du Yoga) où le Yoga est décrit comme un moyen de parvenir à la connaissance ;
- 17 Samnyasa Upaniṣad (Upaniṣad du Renoncement) où est décrit l'état du renonçant (samnyāsin) ;
- 14 Vaishnava Upaniṣad (Upaniṣad de Vishnu) où la divinité suprême est nommée Vishnu ;
- 14 Shaiva Upaniṣad (Upaniṣad de Shiva) où la divinité suprême est nommée Shiva ;
- 8 Shakta Upaniṣad (Upaniṣad de Shakti) où la divinité suprême est nommée Shakti.

### Autres Upaniṣad
La Muktikā mentionne 108 upaniṣad. En réalité, il en existe un plus grand nombre et beaucoup sont presque oubliées aujourd'hui. Dans son ouvrage History of Sanskrit Literature, Albrecht Weber estime leur nombre à 235. Plus tard, on constata que parmi ces 127 upaniṣad hors du canon « Muktikā » certaines faisaient doublon. Aussi on ramena leur nombre à 41 auxquelles on ajouta 21 autres upaniṣad. Le nombre total ainsi connu et donc de 170 upaniṣad.
Cette particularité qui consiste à dénombrer des upaniṣad hors du canon « Muktikā » provient du fait que celles-ci constituent la conclusion ou la fin du Veda. Comme, traditionnellement, la totalité des quatre Veda comporte 1 180 branches (śākhā) censées être terminées par une upaniṣad, il y en aurait donc en tout 1180.
On peut noter que Dara Shikoh (ob. 1659), fils de l'empereur moghol Shah Jahan, traduisit 50 upaniṣad en persan. Max Müller (1879) en connaissait 170. Un auteur indien contemporain, dans un index versifié des upaniṣad (Upaniṣad-vākya-mahā-kośa), indique 223 textes qui se nomment eux-mêmes de ce nom.

## Upaniṣad principales et Darśana
Les écoles philosophiques, en particulier les darshanas brahmaniques, dits astika, ont beaucoup puisé dans les upaniṣad (upanishads) et développé certaines des idées qui y sont contenues. Ainsi, certaines catégories vaiśeṣika, comme la théorie des cinq éléments et le temps sont mentionnés dans la Shvetashvatara Upanishad. Celle-ci mentionne également le terme sāṃkhya et certaines théories  de ce darśana, ainsi que des éléments d’un yoga « primitif », c’est-à-dire antérieur aux Yoga-sûtra. Mais c’est surtout le Vedānta qui puisera dans les upanishads et approfondira la théorie de l’atman et du brahman. La Taittiriya Upanishad expose par exemple la théorie des enveloppes ou des fourreaux (kośa) propre à l'individualité humaine (Jiva) pour expliquer les différents degrés de l'état d'ignorance ou d'obscurcissement propre à l'individu qui ne connaît pas la réalité du Soi (Ātman) ou celle du Brahman.

## Upaniṣad et occidentaux
Les upaniṣad (upanishads) influencent des intellectuels et des savants dès le début du XIXe siècle.
Elles ont influencé le philosophe Arthur Schopenhauer.
Victor Hugo a traduit partiellement et de façon poétique la Kena Upanishad dans La Légende des siècles sous le titre « Suprématie ».
Dans Ma conception du monde, ouvrage publié en 1961, le physicien Erwin Schrödinger, également passionné de philosophie, expose une métaphysique inspirée des upanishads.
À la fin de son livre Le Savant et le Politique, le sociologue Max Weber s'appuie sur les upanishads pour discuter de la thèse de F. W. Foerster qui énonce que « le bien ne peut engendrer que le bien et le mal ne peut engendrer que le mal ». Weber écrit : « Il est vraiment étonnant qu'une pareille thèse ait encore pu voir le jour deux mille cinq cents ans après les Upanishads. Ce n'est pas seulement tout le cours de l'histoire mondiale qui nous dit le contraire, mais également tout examen impartial de l'expérience quotidienne. »